# Jean Majerus
Jean Majerus (6 februari 1914 - 16 juni 1983) was een Luxemburgs wielrenner.

## Levensloop en carrière
Majerus was professioneel wielrenner van 1936 tot 1947. Majerus won 2 ritten in de Ronde van Frankrijk en droeg in totaal negen dagen de gele trui.

## Resultaten in voornaamste wedstrijden
| Jaar | Ronde van Italië | Ronde van Frankrijk | Ronde van Spanje |
| ---- | ---------------- | ------------------- | ---------------- |
| 1936 |                  | opgave              |                  |
| 1937 |                  | opgave (1)          |                  |
| 1938 |                  | 49e (1)             |                  |
| 1939 |                  | opgave              |                  |